# PWN

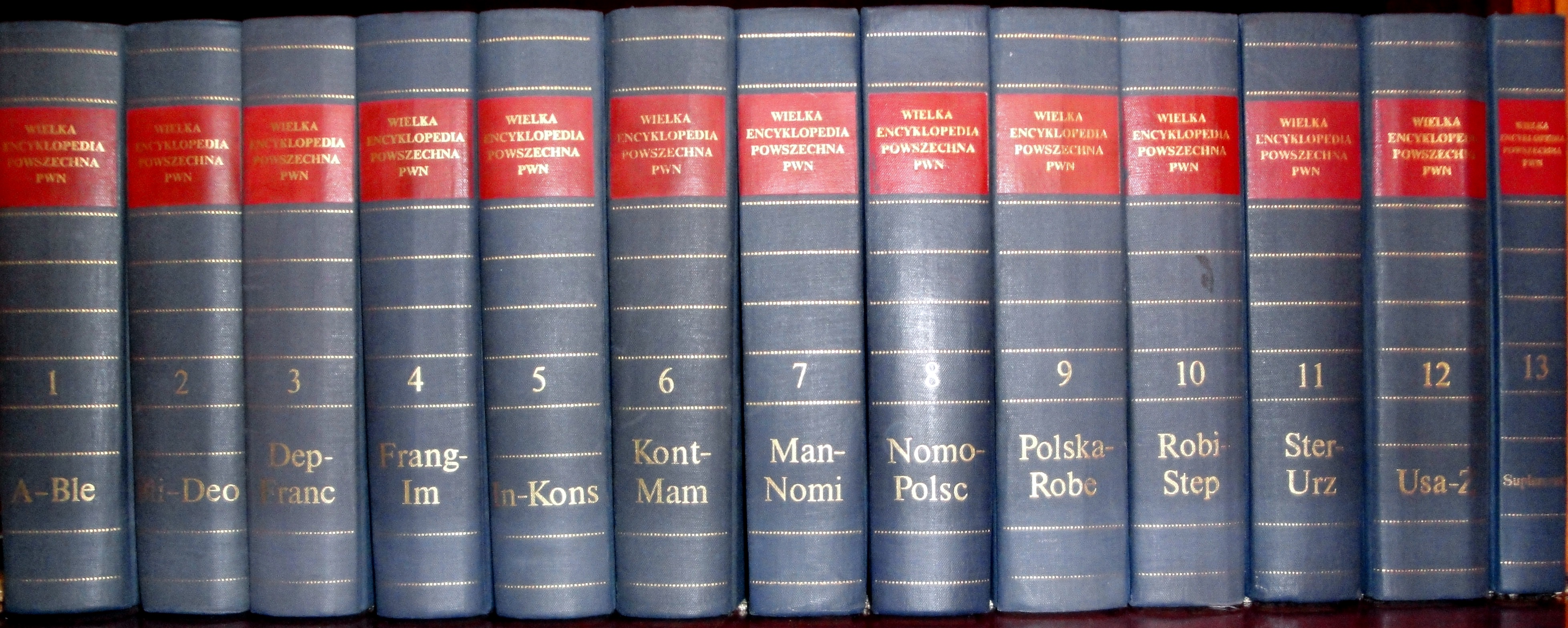
Енциклопедія PWN

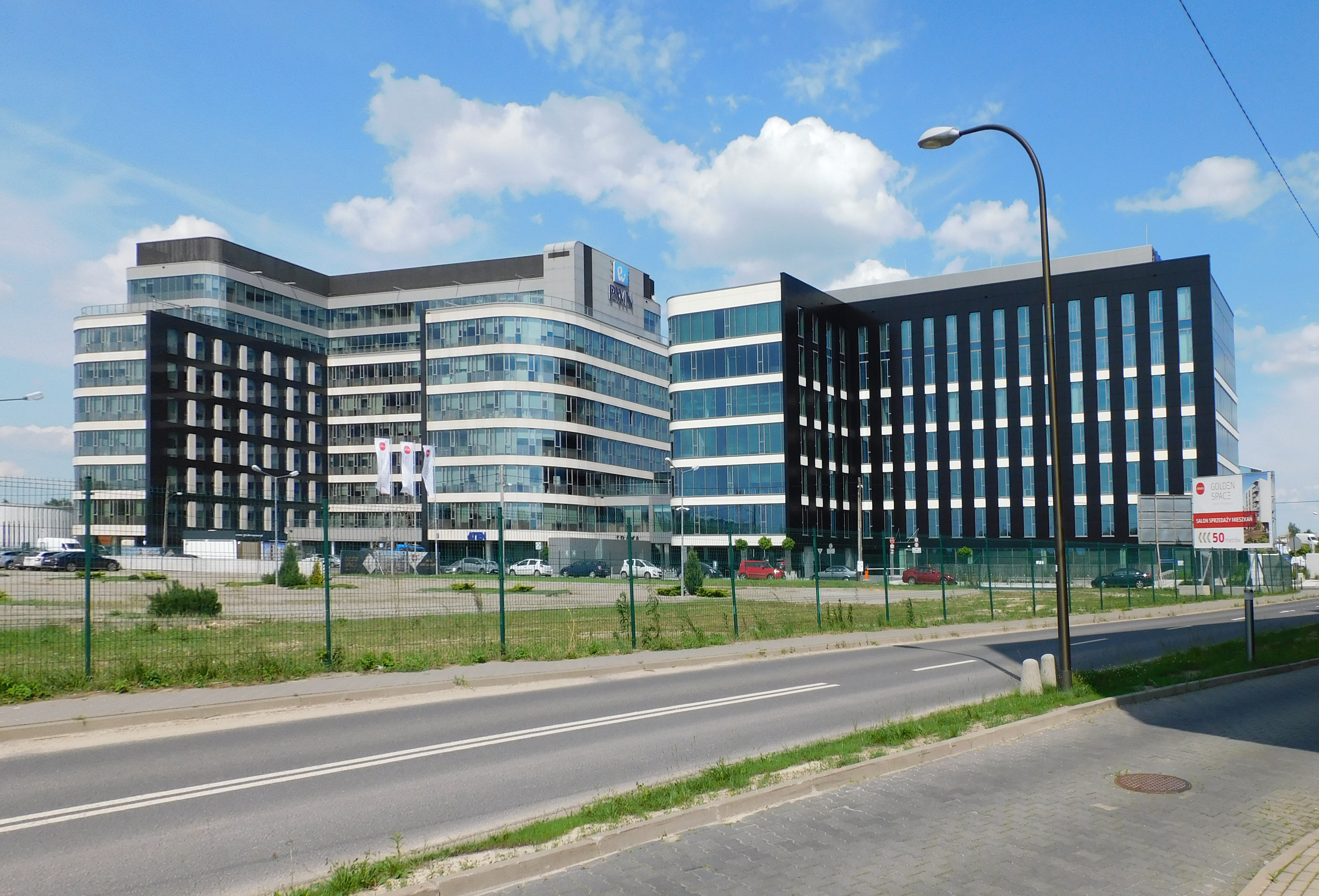
Штаб-квартира, Варшава

PWN (Państwowe Wydawnictwo Naukowe – «Державне наукове видавництво») – польське видавництво зі штаб-квартирою у Варшаві, засноване у 1951 р., як акційне товариство діє з 1997 р. Повна юридична назва – Wydawnictwo Naukowe PWN SA. Є провідною компанією холдингу Grupa Kapitałowa PWN, до складу якої входить декілька десятків підприємств, в основному видавництв.

## Історія видавництва
Видавництво з'явилось у Варшаві в 1951 році під назвою Państwowe Wydawnictwo Naukowe («Державне наукове видавництво»), як самостійне видавництво, виокремлене з  WsIP (Wydawnictwa Szkolne i Pedagogiczne, «Шкільні та педагогічні видавництва»). Назва Państwowe Wydawnictwo Naukowe використовувалось до приватизації видавництва в 1991 році.
PWN займається головним чином виданням:
- енциклопедій,
- польськомовних словників,
- іншомовних словників,
- наукової і науково-популярної літератури, у тому числі академічних підручників.

Штаб-квартира видавництва до 28 лютого 2009 року знаходилась в палаці Млодзеєвських (Pałac Młodziejowskich). Після тимчасового розміщення на вулиці Postępu, на початку 2013 року видавництво змінює своє місце розташування на БЦ „Libra” на вулиці Gottlieba Daimlera.

## Діяльність видавництва
Найважливіші публікації PWN:
- Мала універсальна енциклопедія PWN (пол. Mała encyklopedia powszechna PWN, 1959);
- Велика універсальна енциклопедія PWN, 13 томів (пол. Wielka Encyklopedia Powszechna PWN, 1962—1970);
- Популярна енциклопедія PWN (Encyklopedia popularna PWN), систематично актуалізується, 30-е видавництво мало місце у 2002 р.);
- Нова енциклопедія PWN (Nowa encyklopedia PWN), 6 томів з додатками: електронним видавництвом на 4 CD або 1 DVD, а також з щорічниками 2001, 2002);
- Велика енциклопедія PWN (Wielka encyklopedia PWN), 2001—2005 (30 томів, найбільша польська паперова енциклопедія);
- Інтернет-енциклопедія PWN (Internetowa encyklopedia PWN);
- Бібліотека класиків психології (Biblioteka Klasyków Psychologii) — книжкова серія;
- Бібліотека сучасних філософів (Biblioteka Współczesnych Filozofów) — книжкова серія;
- Бібліотека класиків філософії (Biblioteka Klasyków Filozofii) — книжкова серія;
- Вибрані тексти з історії філософії (Wybrane Teksty z Historii Filozofii) — книжкова серія.